# Wedel
Wedel település Németországban, Schleswig-Holstein tartományban. A pinnebergi közigazgatási körzethez tartozik, Hamburg nyugati, Elba-menti agglomerációjának része, lélekszáma mintegy 32 000 fő. 1993 óta nevezik ismét hivatalosan is csak "Wedel"-nek, elhagyva az azelőtt 30 éven át használt "Holstein" utótagot.

## Ismertető
Wedel számos turisztikai érdekességgel bír, ilyen például a hamburgi kikötőbe befutó hajókat üdvözlő Willkomm-Höft hajóköszöntő, a hamburgi jachtkikötő (Németország északi partvidékének legnagyobb jachtkikötője a maga jelenleg 1950 férőhelyével), a Roland (szobor, a település jelképe) és a wedeli lápvidék (tájvédelmi körzet). A települést északkeleti-délnyugati irányban szeli ketté a részben malomtóvá felduzzasztott Wedeler Au patak.

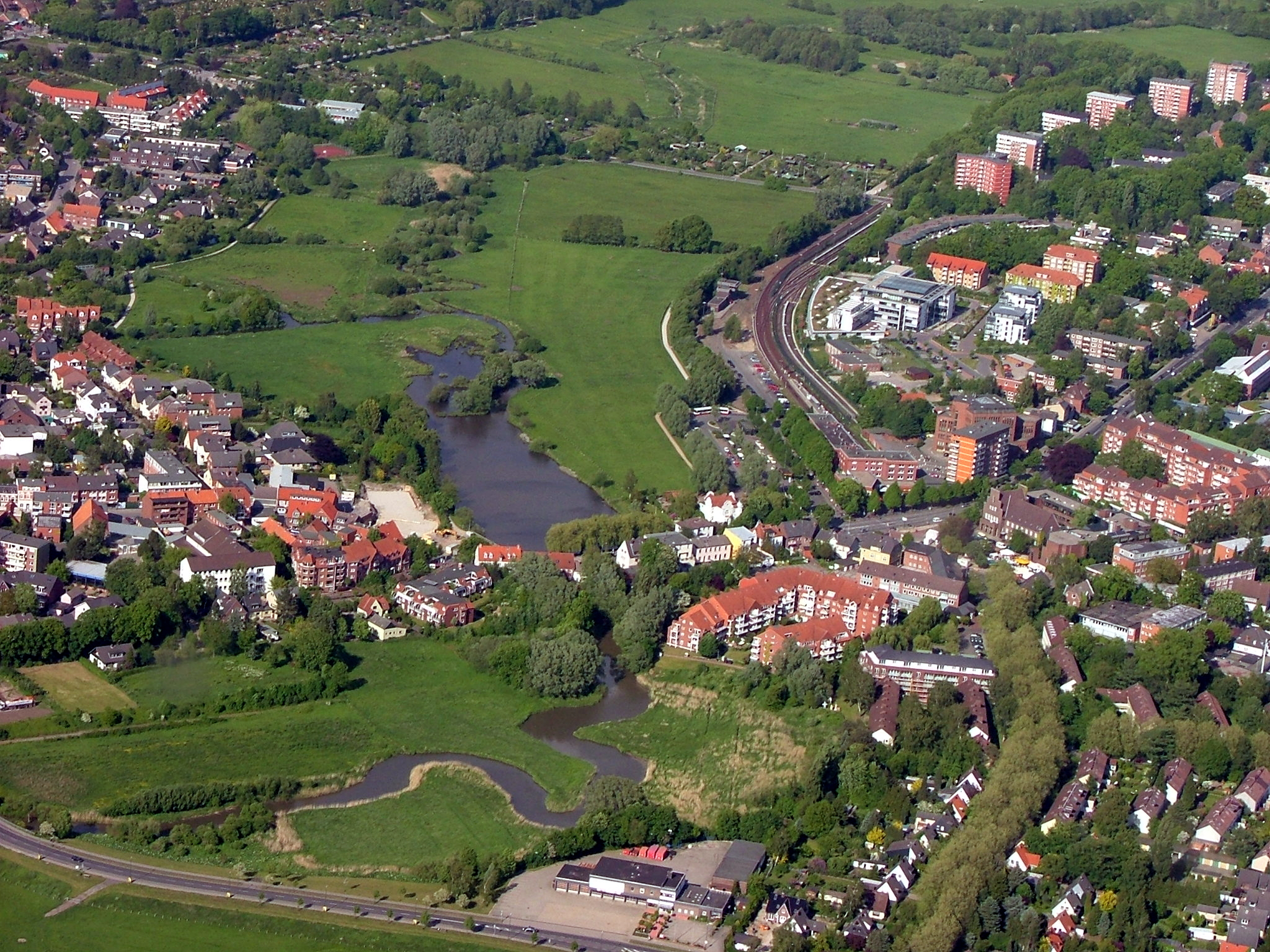
Légifelvétel Wedelről; a vasútállomástól jobbra kezdődik a település központja
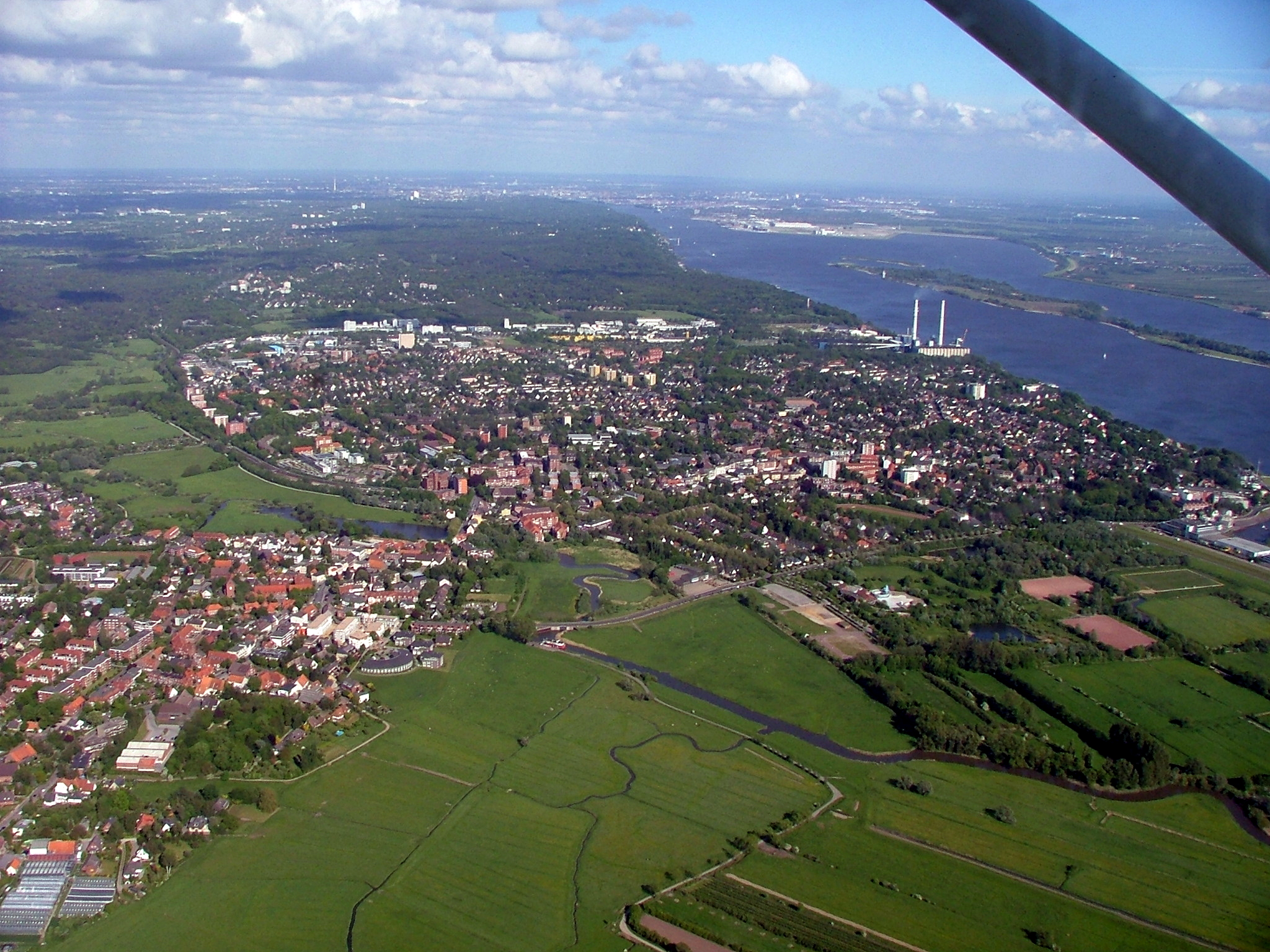
Légifelvétel Wedel környékéről
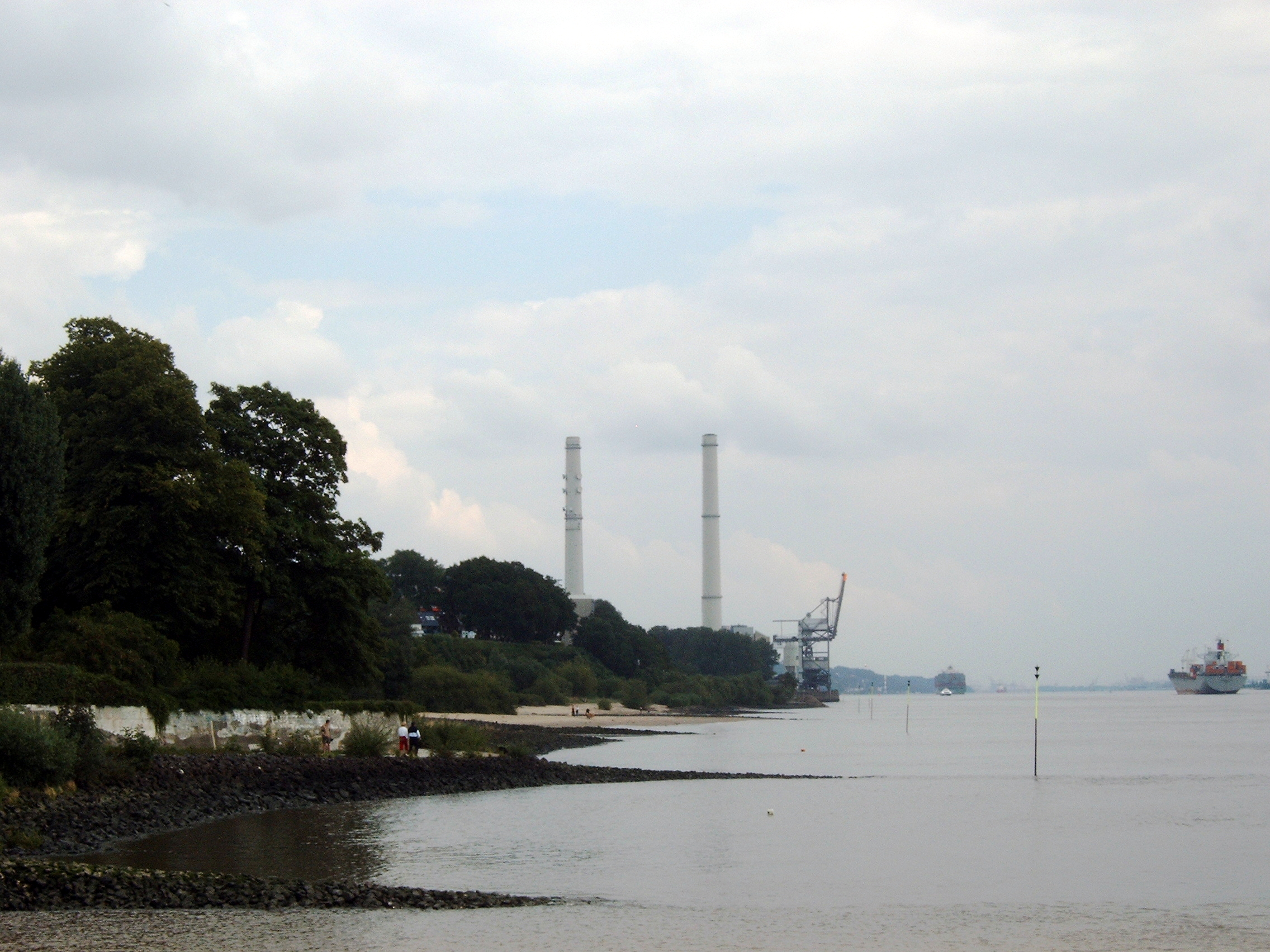
A wedeli erőmű kéményei
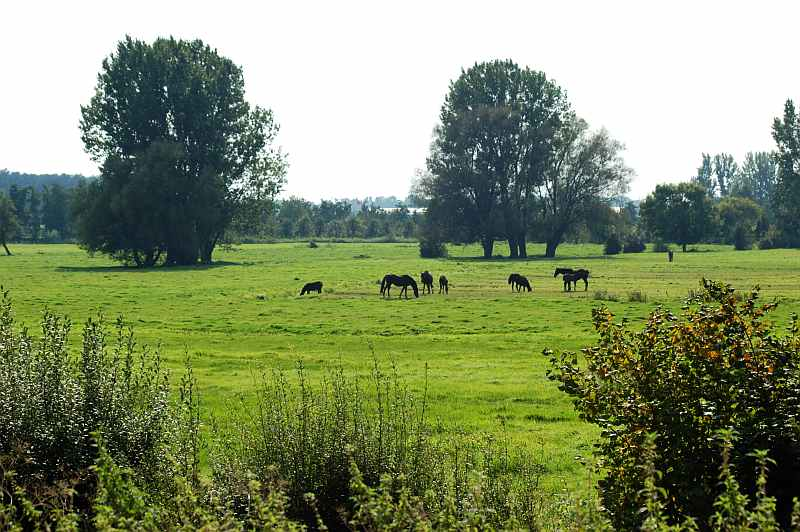
A wedeli láp
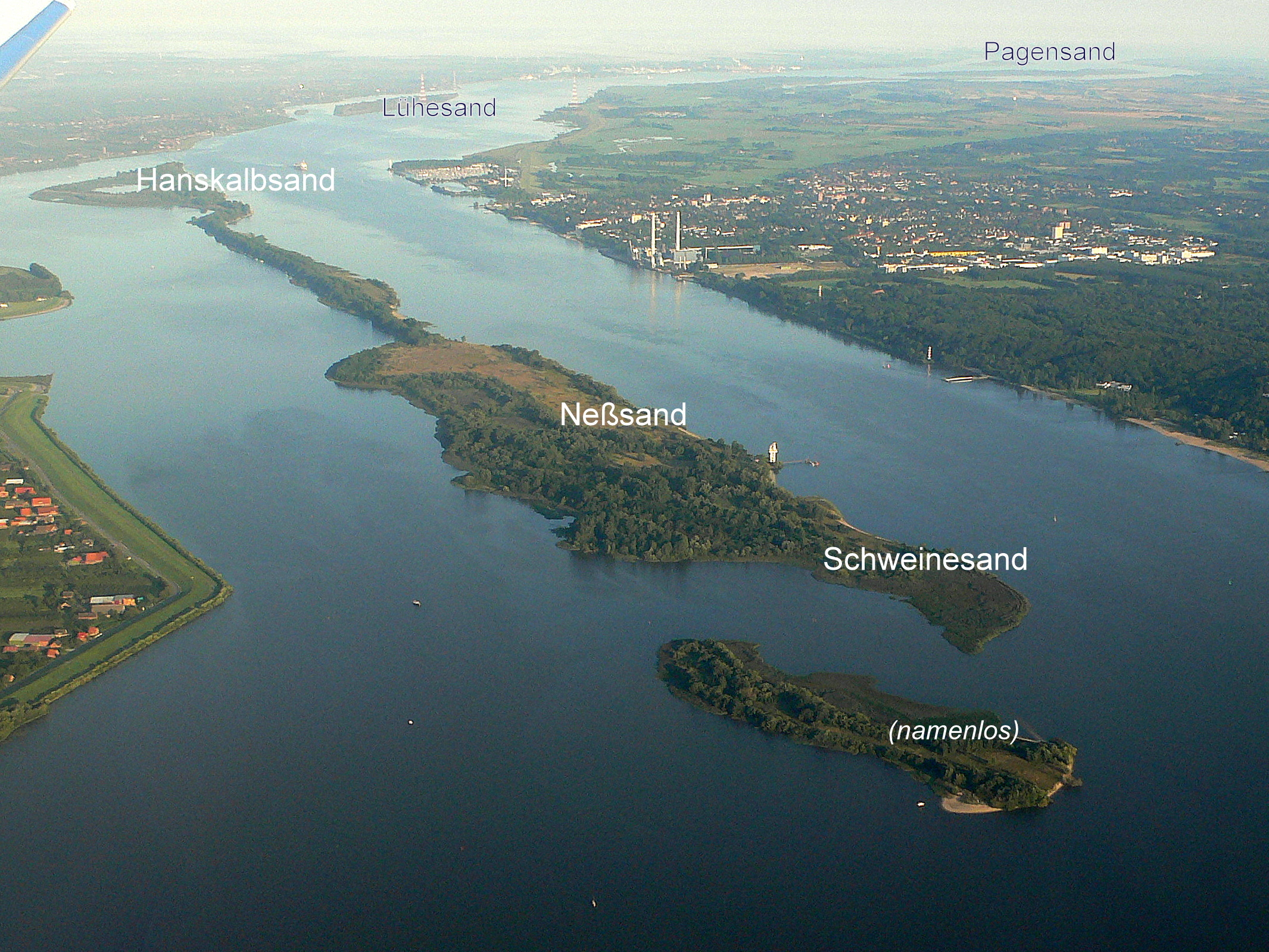
Légifelvétel Wedelről

## Népesség
| Év                  | 1910  | 1925  | 1933  | 1939  | 1998   | 1999   | 2000   | 2001   | 2002   | 2003   | 2004   | 2005   | 2006   | 2007   |
| ------------------- | ----- | ----- | ----- | ----- | ------ | ------ | ------ | ------ | ------ | ------ | ------ | ------ | ------ | ------ |
| Népesség (12.31-én) | 5.938 | 6.168 | 7.661 | 8.308 | 31.850 | 31.783 | 32.060 | 32.221 | 32.354 | 32.164 | 32.014 | 32.177 | 32.513 | 32.601 |

1947-ben a település lélekszáma 14 388-ra rúgott; ebből 7 190 fő volt helyi születésű, 7 198 pedig menekült. 1955-ben a népesség elérte a 17 381 főt; ennek 50,8%-a volt helyi születésű, 41,6% elűzött, 7,7% pedig az egykori NDK állampolgára.

## Történelem

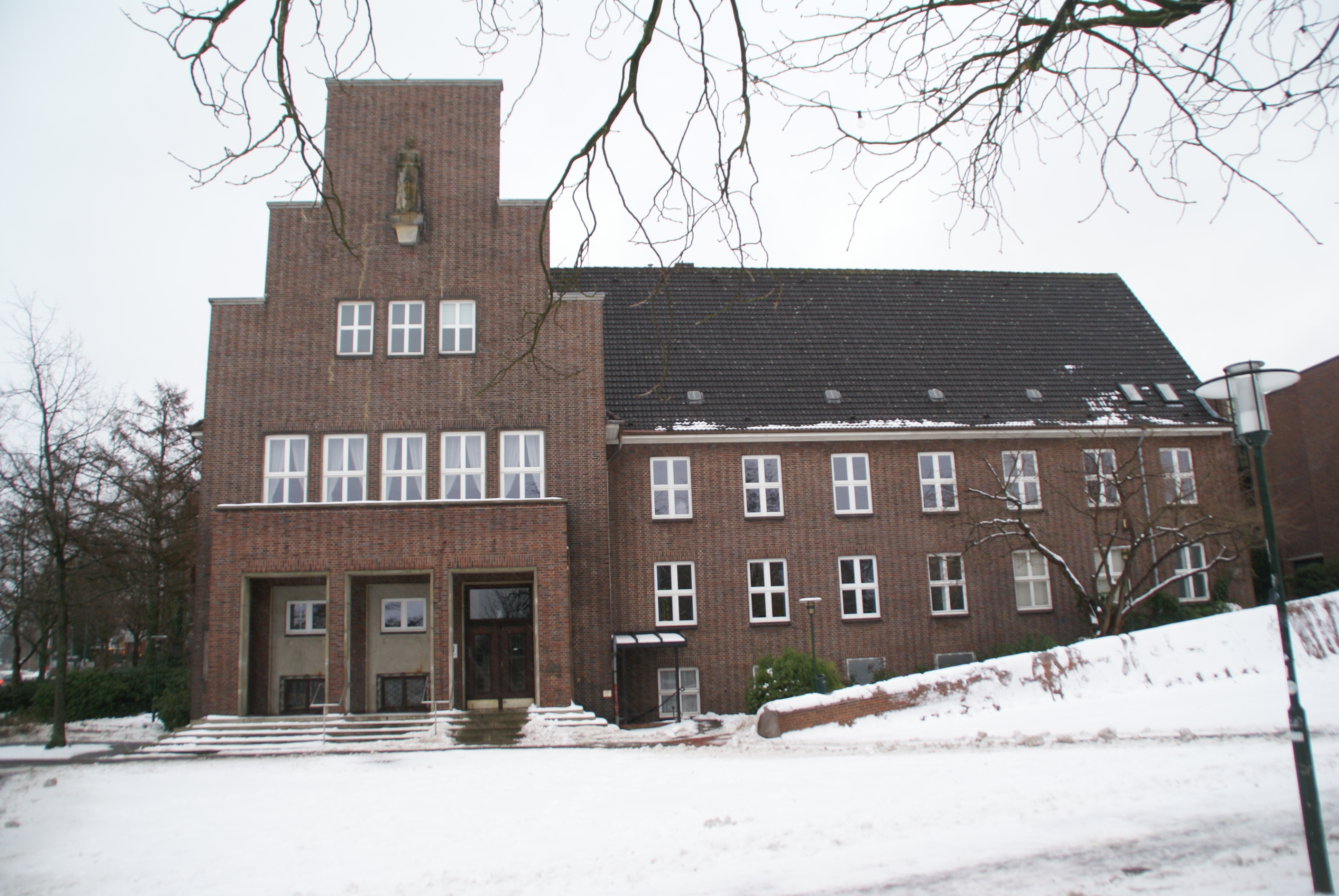
A wedeli városháza

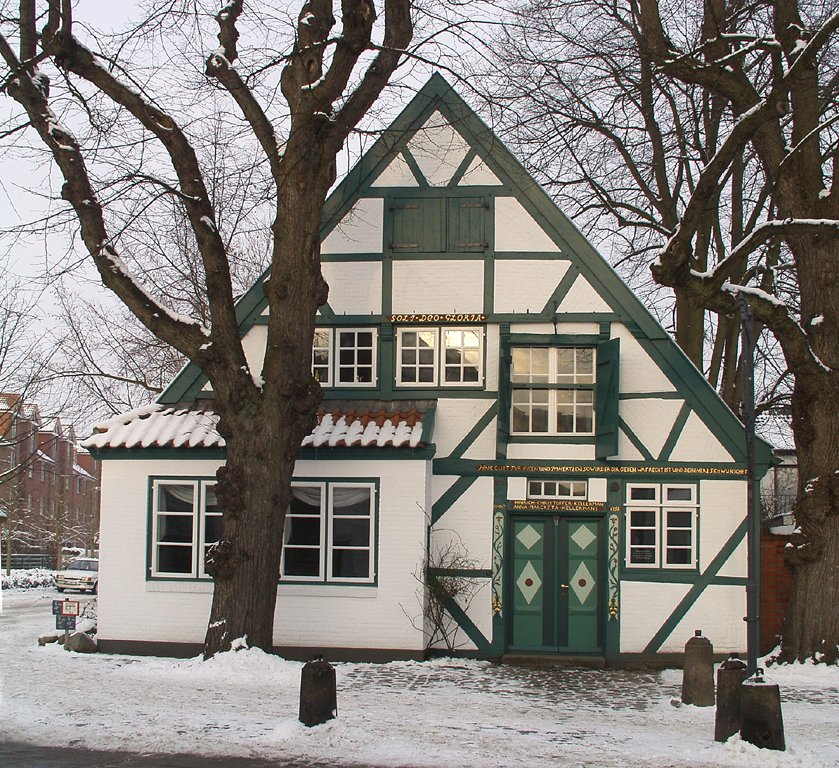
Az 1758-as kötélverőház a Schauenburger Straßén

Wedelt először 1212-ben említik. Elhelyezkedése folytán (az "Ökörút" néven ismert történelmi, szárazföldi kereskedelmi útvonal mentén fekszik) jelentős marhapiaccal rendelkezett, amely mindmáig megrendezésre kerül Ökörpiac néven.
A wedeli lápvidéken építtették fel 1311-ben Hatzburg földhalomvárát Schauenburg grófjai és 1400-ig használták uralkodói székhelyükként (onnantól Pinnebergbe települtek át). 1710-től közigazgatási székhelyként vették ismét használatba, amíg teljesen le nem pusztult. Légifelvételeken mindmáig kivehető a vár ovális vonala. Az eredeti helyszín közelében, a Hatzburgtwietén állították fel a várnak az ásatások nyomán rekonstruált modelljét.
1731. március 16-án tűzvész tört ki, 167 ház égett le. 1837. szeptember 13-án a templom és 20 ház vált lángok martalékává. 1878 májusában felrobbant a Schulau közelében működő puskaporgyár, tíz halálos áldozatot követelve.
1875. december 3-án nyerte el Wedel a városi rangot. 1909-ben Schulau falut az önkormányzat javaslatára Wedelhez csatolják takarékossági okokból. Schulau maga 1892-ben egyesült a népesebb Spitzerdorffal.
A nemzetiszocialista hatalomátvétel nyomán 1933. március 11-én, ünnepélyes keretek közt tűzték ki a városházára a horogkeresztes és a fekete-fehér-vörös zászlót. 1933. április 12-én négy SA-s segédrendőr állt szolgálatba. 1933. július 23-án a szociáldemokraták a városi közgyűlésből való kiválásra kényszerültek. Az 1933. december 15-én meghozott községi alkotmánytörvény 1934. január 1-jén lépett hatályba. Ezzel a már 1932. április 21-én megválasztott, majd a hatalomátvételt követően az NSDAP-be belépett polgármesterre, Harald Ladwigre szállt a város igazgatásának teljes felelőssége.
A nemzetiszocializmus ideje alatt Wedelben működött a Neuengamme koncentrációs tábor egyik kirendeltsége. Erre emlékeztet egy sztélé a Bundesstraße 431. szám alatt, kb. 700 méterre a hamburgi határtól.
1943. március 3-án a város jó részét lerombolta egy brit bombázás.
A hidegháború idején Wedelben építették meg a legnagyobb német segédkórházat a helyi gimnázium alatt. Ezt egészen a '90-es évekig bevetésre készen tartották, majd a világpolitikai helyzet változása nyomán felszámolták.
2014. szeptembere óta folyik egy városépítési-tájtervezési ötletverseny egy, a város északi részén elterülő 53 hektáros, beépítendő terület (előzőleg faiskola) kapcsán - a már beépített Steinberg és Lülanden ill. a holmi homokhegyek között, a szintén tervezett északi elkerülőúttal (B-431, lásd lent, a Közlekedés címszó alatt) határolva -, ahova főként lakóházakat és kiszolgáló intézményeket építenének. A potenciálisan 800 lakóegység kerek 30%-a állami támogatással jöhetne létre.

## A Roland - a jelkép

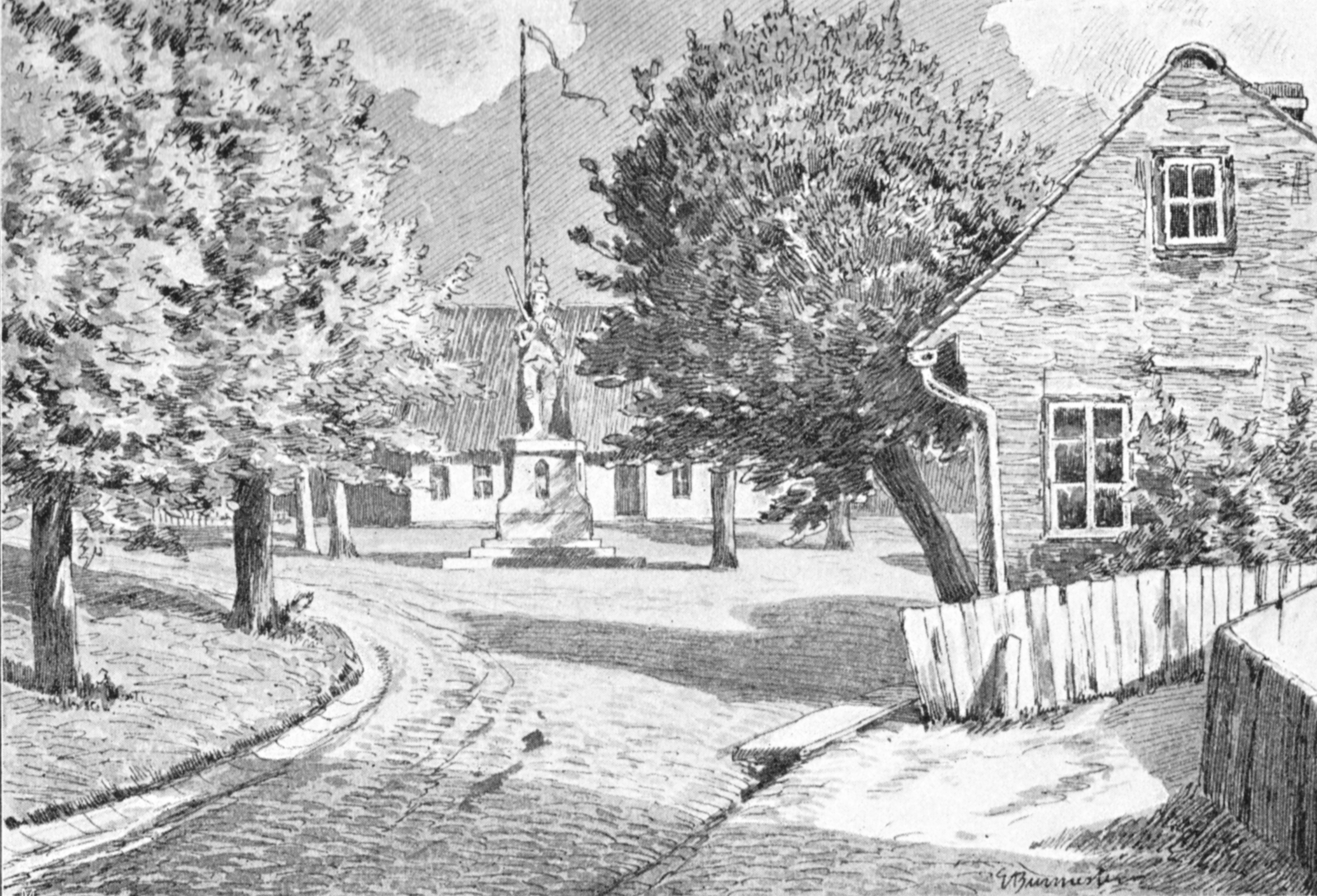
Wedel piactere a Roland-szoborral; 1895

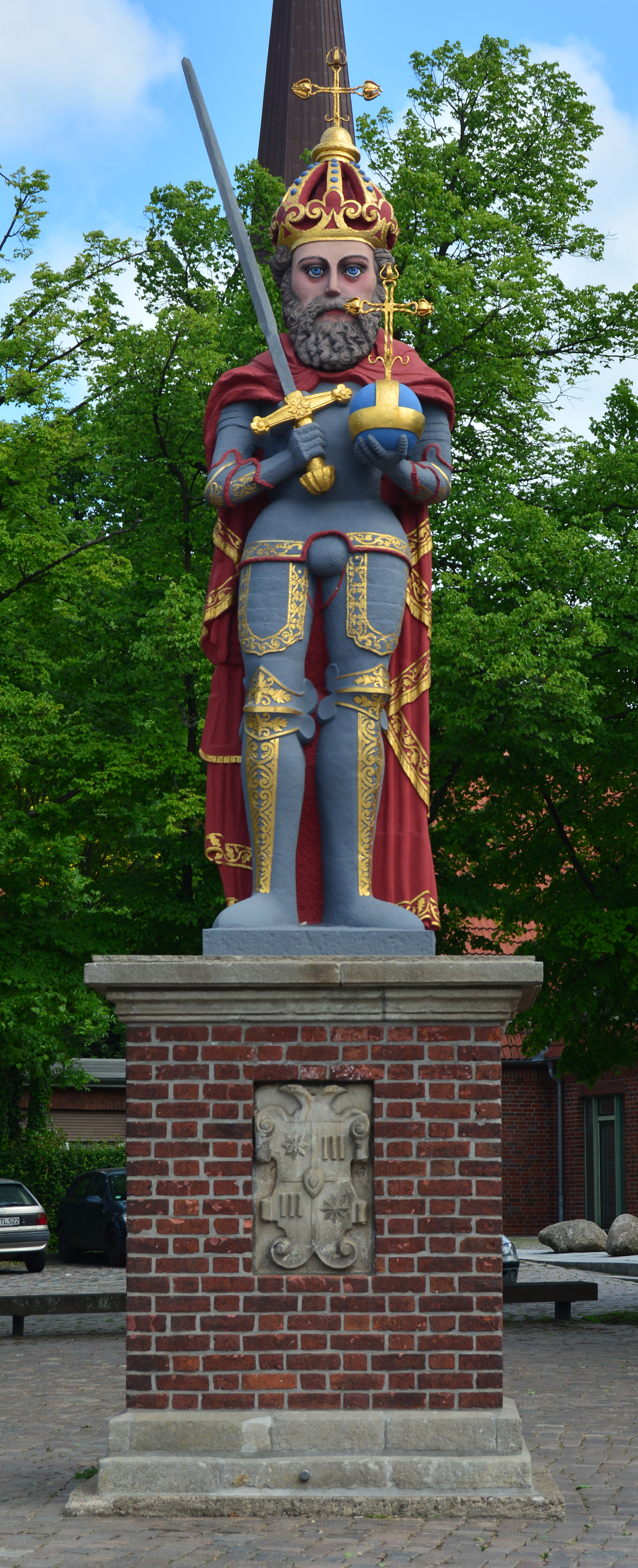
Wedel jelképe – a Roland

A Rolandot 1558-ban állították fel, a piaci tisztesség uralkodói védelmének jelképeként. Többször restaurálták, 1950-ben pedig áthelyezték a piac északi oldalára. Az ökörpiac vonatkozásában a piaci és a kereskedelmi szabadságot jelképezte. 1786-ban a dán király ún. "Flecken" (kisebb, de a saját környezetében jelentősebb település) rangra emelte Wedelt, ami nagyban megkönnyítette a sörök és a borpárlatok exportját.

## Fordítás
- Ez a szócikk részben vagy egészben  a   Wedel című német Wikipédia-szócikk fordításán alapul.  Az eredeti cikk szerkesztőit annak laptörténete sorolja fel. Ez a jelzés csupán a megfogalmazás eredetét és a szerzői jogokat jelzi, nem szolgál a cikkben szereplő információk forrásmegjelöléseként.